# Бехкиш, Мансуре
Мансуре Бехкиш (перс. منصوره بهکیش‎, англ. Mansoureh Behkish) — иранская правозащитница, активный член правозащитных групп «Матери и семьи Хаварана» и «Скорбящие матери» в Иране. В феврале 2018 года Бехкиш была приговорена к 7,5 годам лишения свободы за «пропаганду против государства» и «сговор против страны». Эти сроки были добавлены к предыдущему приговору в 4,5 года от 2011 года за «собрание и сговор с целью нанесения ущерба национальной безопасности» и «пропаганду против системы».

## Деятельность
Бехкиш потеряла шестерых членов семьи во время казней иранских политических заключенных в 1988 году. Она является активной и видной деятельницей групп социальной справедливости «Матери Хаварана» и «Матери Лалех Парка» (также известных как «Скорбящие матери»). Бехкиш стала финалисткой премии Front Line Defenders 2013 для правозащитников, находящихся в опасности.

## Преследования
В 2011 году Бехкиш была арестована органами правопорядка Ирана. 25 декабря 2011 года она была приговорена в 4,5 годам лишения свободы за «собрание и сговор с целью нанесения ущерба национальной безопасности» и «пропаганду против системы». В августе 2013 года она написала открытое письмо президенту Хасану Рухани, где описала преследования, которым подверглась.
16 сентября 2016 года её остановили в Международном аэропорту имени Имама Хомейни в Тегеране во время посадки на рейс. Она планировала навестить свою дочь в Ирландии. У неё отобрали паспорт и вызвали в суд Шахида Могаддаса в тегеранской тюрьме Эвин. 29 октября 2016 года ей предъявили обвинения в «сборе и сговоре с целью совершения преступлений против национальной безопасности» и «распространении пропаганды против системы». В феврале 2018 года ее приговорили к 7,5 годам лишения свободы. Это наказание было добавлено к предыдущему сроку в 4,5 года.

Коалиция из 20 правозащитных организаций, включая Human Rights Watch и Amnesty International, опубликовала заявление, в котором обвинила иранское правительство в притеснении людей, мирно ищущих справедливость в связи с казнями 1980-х годов. Amnesty International заявила, что Бехкиш подвергалась допросу без присутствия адвоката, а последующее судебное разбирательство заняло менее часа. В другом заявлении Amnesty International утверждает относительно Бекшиш, что: 
«осуждение вытекает исключительно из её мирной попытки добиться справедливости, включая проведение памятных собраний у себя дома; посещение семей жертв; доставку цветов в Хаваран (заброшенное место массового захоронения на юге Тегерана), где, как полагают, в безымянных могилах похоронены двое её братьев; и размещение в социальных сетях сообщений о нарушениях прав человека в Иране». 